# JCDecaux

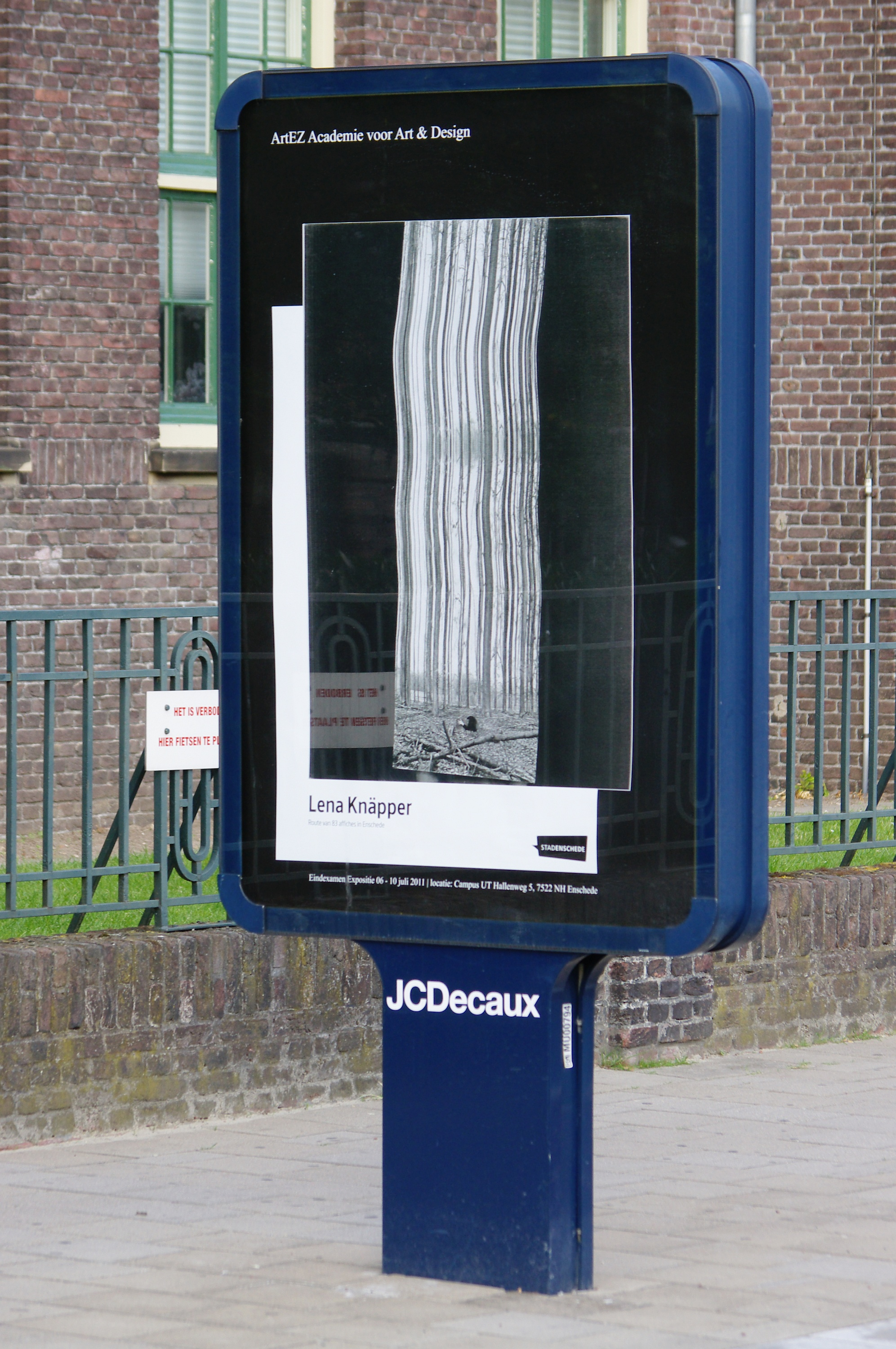
Mupi in Enschede

JCDecaux Groep is een multinationale onderneming die zich richt op reclamedragend straatmeubilair.
JCDecaux is wereldmarktleider op het gebied van (reclamedragend) straatmeubilair en is de grootste buitenreclame-exploitant ter wereld. Het bedrijf is in Nederland en België bekend vanwege zijn abri's (bushaltes), mupi's (dubbelzijdige zuilen met ruimte voor publieke en commerciële informatie), zuilen, billboards en vitrines. Verder exploiteert JCDecaux wereldwijd fietsverhuursystemen en is het actief als reclame-exploitant op vliegvelden en het openbaar vervoer zoals tram-, metro- en treinstations.

## Geschiedenis
JCDecaux werd in 1964 opgericht door Jean-Claude Decaux in het Franse Lyon. Het bedrijf is beursgenoteerd en wereldwijd actief in meer dan 80 landen en op een nog groter aantal luchthavens, shopping malls, bus tram metro reclame enzomeer. De reclameboodschappen op JCDecaux' objecten bereiken dagelijks 800 miljoen mensen ter wereld. Het hoofdkantoor van de JCDecaux Groep is gevestigd in Plaisir, een voorstad van Parijs. Internationaal gezien verwierf het bedrijf onder meer naam door de herinrichting van de Champs-Élysées en de invoering van het zogenaamde wittefietsenplan (Vélib') in Parijs.

## JCDecaux Nederland
In 2015 plaatste JCDecaux in Nederland het eerste digitale mupi-netwerk. Inmiddels zijn Amsterdam, Rotterdam en Den Haag hiervan voorzien. Op het netwerk, dat de naam Métropole draagt, zijn 84-inch-lcd-schermen aangesloten en digitale groot-formaat-mupi's, Avenue geheten. Het betreft hier een zogeheten Digitale Out-of-Home-marketing (DOOH), waarbij het mogelijk is om direct in te haken op passerende doelgroepen of gebeurtenissen op de betreffende locatie.
In Amsterdam beheert JCDecaux 1500 bushokjes waarvan 200 zijn uitgerust met een 4G-antenne van Vodafone. Eerder plaatste het bedrijf al bushokjes voorzien van wifi-zenders. Daarnaast beheert JCDecaux in Amsterdam ook prullenbakken, bankjes, hekwerk en wc's in de openbare ruimte.
Voor JCDecaux Nederland was René Witzel tot 2018 zestien jaar lang algemeen directeur; commercieel directeur is Bart de Vries; financieel directeur is Hans Willems.

## JCDecaux Belux
JCDecaux is in België en Luxemburg ook actief. Sinds 2006 tot op heden is Wim Jansen algemeen directeur (voormalig algemeen directeur van SBS Belgium, de moedermaatschappij van de TV zenders VT4 en Vijftv.)
JCDecaux is sinds mei 2009 exploitant van het Brusselse fietsdeelsysteem Villo!. Ondertussen werd Villo ook elektrisch.
Het is eveneens exploitant van Li Bia Vélo in Namen, dat in gebruik is sinds 21 april 2014.
Sinds 2009 baat JCDecaux ook het reclamecontract uit van Brussels Airport. In 2014 kwam daar Carrefour bij alsook het MIVB contract voor publicitaire uitbating van de Brusselse Metro, Bus en Tram en in 2022 sloot het eveneens een contract met Delhaize. Door een overname beheert het ook het Insert reclame contract alsook het contract van een 30-tal Shopping Malls in België (o.a. Wijnegem shopping, Wereldhave Shoppings enz.)
In december 2018 nam JCDecaux een meerderheidsbelang in Publiroute, een reclamebedrijf gevestigd in Relegem (Asse). Publiroute is op de Belgische markt veeleer bekend als Dewez, een familiebedrijf dat in 1920 door Servais Dewez in Luik werd opgericht en tijdens de tweede helft van de 20e eeuw een van de grootste Belgische reclamebedrijven werd. Publiroute beheert ongeveer 15.000 reclameborden in België. Algemeen directeur van Publiroute en minderheidsaandeelhouder blijft Christopher Stone, de man van Sophie Wilmès (MR), voormalig premier van België.